# Tribolonotus ponceleti
Tribolonotus ponceleti là một loài thằn lằn trong họ Scincidae. Loài này được Kinghorn mô tả khoa học đầu tiên năm 1937.